# Скат Андрияшева
Скат Андрияшева (лат. Bathyraja andriashevi) — вид хрящевых рыб рода глубоководных скатов семейства Arhynchobatidae отряда скатообразных. Обитают в северной части Тихого океана. Встречаются на глубине до 1602 м. Их крупные, уплощённые грудные плавники образуют округлый диск со треугольным рылом. Максимальная зарегистрированная длина 120 см. Откладывают яйца. Не представляют интереса для коммерческого промысла.

## Таксономия
Впервые вид был научно описан в 1983 году. Вид назван в честь советского ихтиолога Анатолия Петровича Андрияшева.

## Ареал
Эти скаты обитают в северо-западной части Тихого океана в водах Японии и России (Охотское море, южное побережье Курильских островов. Встречаются на материковом склоне на глубине от 1200 до 2004 м.

## Описание
Широкие и плоские грудные плавники этих скатов образуют ромбический диск с широким треугольным рылом и закруглёнными краями. На вентральной стороне диска расположены 5 жаберных щелей, ноздри и рот. На хвосте имеются латеральные складки. У этих скатов 2 редуцированных спинных плавника и редуцированный хвостовой плавник. Максимальная зарегистрированная длина 120 см, возможно, достигают 140 см.

## Биология
Эмбрионы питаются исключительно желтком. Эти скаты откладывают яйца, заключённые в роговую капсулу длиной около 12,2—13 см и шириной 5,5—5,8 см с твёрдыми «рожками» на концах.

## Взаимодействие с человеком
Эти скаты не являются объектом целевого лова. Согласно данным учѐтных траловых съѐмок в Охотском море, проведённых в 1989 году на глубине 300—2025 м, уровень улова скатов этого вида за 1 час составил 0,2 особи (0,1 кг). Эти скаты составили 0,8 % от общего улова на глубине 1980—2004 м. Международный союз охраны природы присвоил этому виду охранный статус «Вызывающий наименьшие опасения».